# تشارلز إتش بيسون
تشارلز إتش بيسون (بالإنجليزية: Charles H. Beeson)‏ هو عالم لغوي كلاسيكي أمريكي، ولد في 2 أكتوبر 1870 في كولومبيا سيتي في الولايات المتحدة، وتوفي في 26 ديسمبر 1949 في شيكاغو في الولايات المتحدة.